# Salacia arborea
Salacia arborea är en benvedsväxtart som beskrevs av Johann Joseph Peyritsch. Salacia arborea ingår i släktet Salacia och familjen Celastraceae. Inga underarter finns listade.